# レッドブル・RB16
レッドブル・RB16 (Red Bull RB16) は、レッドブル・レーシングが2020年のF1世界選手権参戦用に開発したフォーミュラ1カーである。
2021年シーズンはBスペックのレッドブル・RB16B(Red Bull RB16B)が使用されている。

## 概要
RB16
2020年2月12日に正式発表し、同日全チームに先駆けてシルバーストン・サーキットでシェイクダウンを行った。
ホンダとのパートナーシップは2年目を迎え、シャシーとパワーユニット(PU)とのトータルパッケージはより強化させた。車体は、設計者エイドリアン・ニューウェイが得意とするこれまでのコンセプト『前傾姿勢』（ハイ・レーキ型）を継続。昨シーズンのレギュレーション改定で機能させるのが難しくなったが、それでも方向性は変更せず改良を煮詰めたとしている。
レーキ角の大きさは健在であるが、フロント部分に大きな変化が見られる。ノーズはメルセデスのように細くされ、フロントウィングとのマウント部分の間やノーズ下部はフェラーリのアイデアを取り入れた。フロントサスペンションでは、RB15で注目された前後分断式のアッパーアームを廃して通常のものに置き換えられているが、代わりにロワアームを分断してマルチリンク化した。リアサスペンションでも、エクステンションを引き伸ばしアッパーアームを高い位置で接合させるメルセデス型のものとなった。
また、フロントウイングの形状など昨年型マシンから変化のない部分もあったが、リアの唐突な滑り出しや低速コーナーでのアンダーステアなどピーキーな車になってしまっていた。そのため、シーズン途中のフロントウイングの大幅なアップデートやリアサスペンションアームの改良、ノーズステーなどにまでも手を加え、特に最終戦で大幅に改善している。結果的に2019年に続き、2020年もマシン開発の大幅な遅れが生じることとなった。
RB16B
2021年2月23日に正式発表され、同日にシルバーストン・サーキットでのシェイクダウンも行われた。ただし、新型コロナウイルス感染症の影響により、基本的に前年度のシャシーが持ち越され、トークンシステムを用いた条件付きのマシン開発の承認というレギュレーションが可決されたため、マシン名の通り、2020年のRB16の延長線上のマシンとなる。トークンを用いた開発に関して、シーズン序盤は外見から車体後部に何らかの変更があったという推測の域にとどまっていたが、8月の取材で昨年問題視されたギアボックスとリアサスペンションに関する内容の開発に使用したことを認めている。
トークンを使用して開発されたリアサスペンションでは、アッパーアームのエクステンションとの接合部がより車体側になり、アームの長さが短くなった。更に、アッパー、ロワアームが共により下半角になるよう配置され、前方から見た際には｢ハ｣の字に近くなっている。トラックロッドの位置は昨年の最後部から最前部に移され、2本のロワアームより前になるよう変更された。これにより、アーム間の距離は非常に狭いものとなっている。また、昨年の根本的な問題と言われたフロントウイングは、開幕戦時点ではサヒールGPと同じ仕様に戻されていたものの、シーズン中に何度もアップデートが施されている。
RB16でシーズンを通して苦しんだ、マシンのトラクション不足やリアのスタビリティ不足といった大きな問題はほぼ解消された。しかし、最大ダウンフォースパッケージにおいてドラッグが大きく、マシンバランスがリア寄りになってしまいアンダーステアを誘発する、という空力特性は昨年のマシンから変わっておらず、特にスペインやハンガリー、カタールなどのダウンフォースが重要な長いコーナーがあるトラックでは予選直前になってもリアウイングを交換するなど、セットアップのプロセスに大きな問題を抱えてしまった。

## 2020年シーズン
ドライバーはマックス・フェルスタッペンとアレクサンダー・アルボンのコンビを継続。

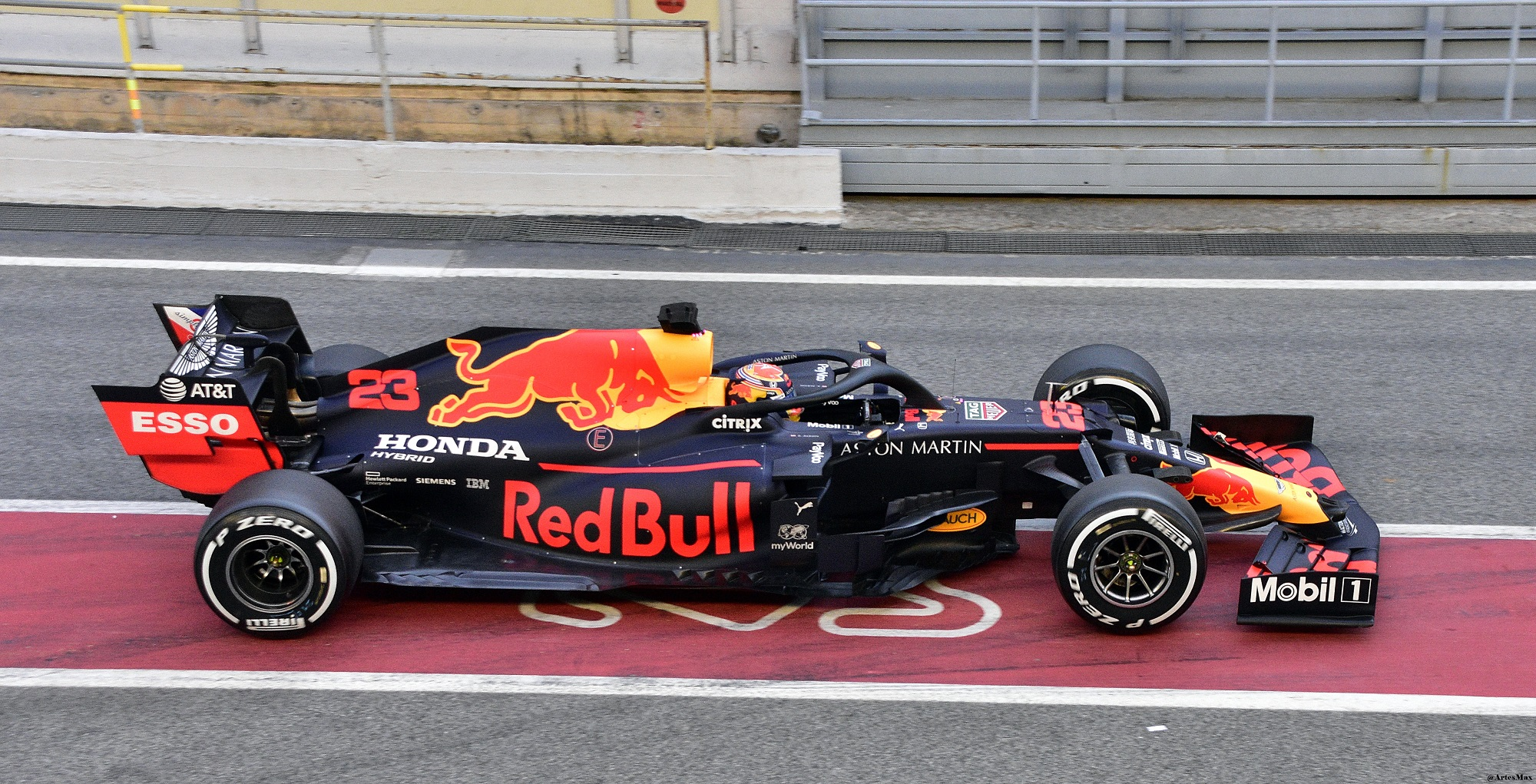
RB16プレシーズン・テスト仕様

プレシーズンテストでは、マシンの習熟を優先したものの速さを見せ、メルセデスと真っ向勝負できる存在であると認識されていた。
2019新型コロナウイルスの世界的流行の影響により、レースの中止や延期が相次いだが、変則的なシーズンで開幕することが決定。開幕がオーストリアGPの開催地レッドブル・リンクの2連戦となり、テストの成績や同コースでの過去の戦績から、各チームレッドブルの動向に注目していた。予選では、2戦連続でフェルスタッペンが2番手を獲得し、アルボンもQ3圏内に順当に進んでいた。ところが、決勝では開幕戦は2台ともPUの電気系トラブルでリタイア。第2戦シュタイアーマルクGPのほうは2台とも完走したが、メルセデスとのレースペースの差に苦しみ、フェルスタッペンが3位、アルボンが4位に終わった。ただ、この時点ではPUの性能差や、完走した第2戦の方はフェルスタッペン車のフロントウイング破損の影響があったという見方をされていた。
第3戦ハンガリーGPは低中速コースに分類されるため、レッドブルがここから反撃してくると予想されていた。しかし、フリー走行からマシンバランスに苦しみ、シーズンに2回許されているカーフュー（夜間作業禁止令）を破っての作業を筆頭に様々な手を使ってでもその点の解消に奮闘するも、不安定な挙動に悩まされ続け、フリー走行の段階でメルセデス、予選ではレーシング・ポイントや不振にあえぐフェラーリにすら敗れる順位となってしまった。決勝ではレース前の出来事に肝が冷えたが、フェルスタッペンが2位、アルボンも5位とそれまでとは打って変わって健闘した。
プレシーズンテストでの派手なスピンについて、レッドブルはテストで限界を試したとしていた。だが、蓋を開ければ開幕戦からフリー走行でもスピンするシーンが多く、ハンガリーGPでは酷いアンダーステアも含め前年得意としていたセクターやコーナーでタイムが伸びないことなどから、皮肉にも得意とされるサーキットでレッドブルのシャシーに何らかの問題があるという見解が証明される形となってしまった。
そしてシルバーストン・サーキットでの2連戦、今季の優勝は難しいというコメントも出ている状況であった。第4戦イギリスGPでは大半の場面でメルセデスの速さについていけなかったが、決勝でメルセデスがトラブルに見舞われフェルスタッペンが2位表彰台を獲得。第5戦70周年記念GPではメルセデスが予選まで強さを見せていたが、決勝ではフェルスタッペンがトップ10唯一のハードタイヤスタートを活かしてメルセデス勢を猛追。その後もブリスターでタイヤに苦しむ2台を全く寄せ付けないペースで逃げ切り、今季初優勝をチームにもたらした。また、ホンダにとっては1989年イギリスGP以来、31年ぶりのシルバーストン優勝となった。
その後も第6戦スペインGPと第7戦ベルギーGPでフェルスタッペンが2戦連続で表彰台入りを果たし、第7戦終了時点ではドライバーズランキングは暫定2位に位置し、ポイント上では自力でのタイトル獲得の可能性も残していた。しかし、第8戦イタリアGP、第9戦トスカーナGPと2戦続いてホンダPUにトラブルが発生しフェルスタッペンは2戦ともリタイア。ドライバーズランキングが3位に後退したことも含め、この時点のポイント差から事実上タイトル候補から脱落した。一方、アルボンはトスカーナGPで渾身の走りを見せ、自身初の表彰台となる3位を獲得した。
第10戦ロシアGP後の10月2日、ホンダが2021年シーズン限りでのF1参戦終了を発表。レッドブル陣営はホンダPUの引き継ぎが最優先だが、それにはPUの開発凍結が必須条件になるとした。
第11戦アイフェルGPでは大幅なアップデートを投入し、マシンの不安定な挙動を改善することに成功。そのおかげか、予選ではメルセデスに接近し、決勝ではフェルスタッペンが2位、更にファステストラップも記録。第12戦ポルトガルGPもフェルスタッペンは3位を獲得した。しかし、第13戦エミリア・ロマーニャGPでは、レッドブルの2台ともノーポイントで終わり、これによって、コンストラクターズタイトルはメルセデスの7連覇が確定し、更にフェルスタッペンとハミルトンとのドライバーズポイントの差が120点にまで拡大した事で事実上逆転は不可能となり、史上最年少チャンピオンのチャンスは失われた。ちなみにフェルスタッペンは、今季のイタリアで行われた3戦全てでリタイアするという結果となっている。
その後、第15戦バーレーンGPでは、レッドブルにとっては2017年日本GP以来のダブル表彰台を記録。また、アルボンにとっては通算2度目の表彰台獲得となった。
最終戦となる第17戦アブダビGPでは、今季マシンの根本的な問題点とされたフロントウイングとノーズの改良型が効果を発揮。フェルスタッペンが2番手のボッタスに対して0.025秒という僅差のバトルを制し、今季初となるポールポジションを獲得。決勝でもメルセデス2台を後ろに従え、ポール・トゥ・ウィンを成し遂げた。また、シーズンを通じてマシンに苦しみ続けたアルボンも、同レースでは最後はハミルトンを2秒以内まで追い詰める4位フィニッシュという結果でレースを終えた。
コンストラクターズランキングは、2016年以来となる2位を獲得。ドライバーズランキングではフェルスタッペンは2年連続の3位、アルボンは最終戦の入賞により7位となった。

## 2021年シーズン
ドライバーはマックス・フェルスタッペン とアルボンに代わってレーシング・ポイントから放出されたセルジオ・ペレスを起用、アルボンはリザーブへ降格となった。
プレシーズンテストは好調で、フェルスタッペンが3日間を通じたテストでのトップタイムを記録。新加入のペレスも3日目の午前のセッションで暫定トップのタイムを記録。テストでのマシンパフォーマンスだけを見れば、前年よりタイトルに近い位置にいると分析されていた。
開幕戦バーレーンGPは、予選のタイヤ選択のミスにより、ペレスが11番手のQ2敗退となるが、フェルスタッペンがポールポジションを獲得。決勝はフェルスタッペンがメルセデスのルイス・ハミルトンとトップ争いのバトルを最後まで繰り広げるが2位でレースを終える。ペレスはフォーメーションラップでマシントラブルに追われピットレーンスタートとなるが、その後の追い上げにより5位でレースを終えた。
第2戦エミリア・ロマーニャGPでは、ペレスが2番手、フェルスタッペンが3番手で予選を終えた。決勝は3位スタートのフェルスタッペンがホールショットを奪いトップに立ち、レースの大半をリードし今季初優勝。第3戦と第4戦では、リアウイングの仕様をフリー走行中に変更するなどセットアップの難しさも顔を覗かせ、2戦ともにフェルスタッペンが表彰台を獲得するも、メルセデスの勝利を許した。
メルセデスに先行されたまま迎えた第5戦モナコGPから第9戦オーストリアGPにかけて5連勝を記録。ホンダのエンジン（パワーユニット）搭載車では1988年以来、レッドブル・レーシングにとっては2013年以来となった。また、第5戦終了時には両タイトル（ドライバーズ・コンストラクターズ）でポイントリーダーとなった。第6戦アゼルバイジャングランプリでは、レースの大半をリードしていたフェルスタッペンがタイヤのバーストによりリタイアとなったが、2位のペレスが代わって首位に立ち、レッドブルでの初優勝を飾った。
第10戦イギリスGPは、フェルスタッペンがF1史上初のスプリント予選レースを制しポールポジションを獲得したが、決勝はハミルトンとの接触によりリタイア。ペレスはレース最終盤にファステストラップ獲得を優先し16位でフィニッシュ。第11戦ハンガリーGPでは、昨年と同様にアンダーステアの症状に悩まされた。スペインGPと同じくリアウイングの仕様を変更するなど対策を講じたものの、結果的に予選Q3ではハミルトンから0.4秒も遅れてしまった。更には決勝のスタート直後に発生した多重クラッシュに両ドライバーが巻き込まれ、ペレスはリタイア。フェルスタッペンはマシンに大きくダメージを負い、順位も落としたものの10位でレースを終えた（他車の失格により後に9位）。これにより両タイトルでメルセデスが逆転した。
夏休み明けの第12戦ベルギーGPは、コンディションの不良により史上最短のレースとなり、与えられたポイントもハーフポイントとなったが、ホンダとの50戦の節目を優勝で飾った。36年ぶりに開催された第13戦オランダGPではフェルスタッペンが母国優勝を飾り再びポイントリーダーに。第14戦イタリアGPでは、ハンガリーGPに続いてマシンの問題が露呈。レーキによるドラッグのタイムロスを打ち消す程のコーナリングスピードを確保することができず、予選ポールポジションのボッタスからは0.4秒遅れる結果となった。決勝ではフェルスタッペンがハミルトンと再び接触し共にリタイア。この事故の非はフェルスタッペンにあるとしてロシアGPで3グリッド降格のペナルティが科された。
第15戦ロシアGPでは前述のペナルティがあったことから、フェルスタッペンは追加のPUを投入し最後尾からスタート。レース終盤まで7位を走行していたが、終盤に雨が降り出し、インターミディエイトへタイミング良く交換したことが功を奏し2位でゴール。チャンピオンシップへのダメージを最小限に留めた。第16戦トルコGPは、1965年メキシコグランプリで優勝を飾ったRA272を模した特別デザインのRB16B（通称「ありがとう号」。本来は同年の日本GPで走らせる予定だった）で参戦し、それに合わせレーシングスーツも白を基調としたものとなった。レースではボッタスにこそ敵わなかったものの、フェルスタッペンが2位、ペレスはハミルトンを抑え込むなどの活躍を魅せ3位に入り、フランスGP以来のW表彰台を獲得した。第17戦アメリカGPではメルセデス有利の下馬評を覆し、フェルスタッペンがポールポジションを獲得。決勝でもアグレッシブな戦略でトップを守りきり、フェルスタッペンが今季8勝目を挙げ、3位にはペレスが入り2戦連続のW表彰台を果たした。

## エピソード
2022年シーズン終了後、レッドブルとホンダのチームメンバーが来日し、静岡県と長崎県にて「ありがとう号」同様のカラーリングのRB16Bと新幹線を並走させるという撮影が行われた。静岡では富士市の東海道新幹線沿線でN700A系と並走したほか、長崎では大村市の西九州新幹線沿線でN700S系とのコラボ（並走はならず）が実現した。ただ新幹線のダイヤはあくまで通常通りで、レッドブル側が新幹線に合わせてマシンを走らせる形のため、タイミングには苦労したという。なお撮影された動画は「BAKUSOU」と名付けられ、2023年1月以降レッドブルの公式twitterなどで順次公開されている。

## スペック
- 出典[101][102][103][104]

### RB16
シャシー
- 名称: RB16
- 構造: カーボンコンポジット複合構造モノコック
- ギアボックス: 縦置き8速＋リバース1速 油圧式パワーシフト&クラッチ･オペレーション
- ホイール：OZレーシング
- タイヤ: ピレリ P-ZERO
- サスペンション
  - フロント: アルミニウム合金製アップライト、カーボンファイバーコンポジットダブルウィッシュボーン プッシュロッド式/プルロッド式スプリング、アンチロールバー&ダンパー プッシュロッド式スプリング
  - リア: アルミニウム合金製アップライト、カーボンファイバー製ダブルウィッシュボーン プッシュロッド式/プルロッド式スプリング、アンチロールバー&ダンパー プッシュロッド式スプリング
- ブレーキ: ブレンボ ブレーキパッド、ディスクブレーキ、ブレーキキャリパー
- エレクトロニクス: MESL スタンダードECU / ホンダ・レーシング・ディベロップメント
- 燃料: エッソ・シナジー
- 重量: 746kg（燃料を除く、ドライバーを含む）

エンジン
- 名称: ホンダ RA620H
- 気筒数: V型6気筒
- 排気量: 1,600cc
- 最高回転数: 15,000rpm (レギュレーションで規定)
- バルブ数: 24（1気筒あたり4バルブ、吸気2、排気2、レギュレーションで規定)
- バンク角: 90度
- エンジンマネージメント: ホンダ、レギュレーションで定められたECU
- オイル: モービル1
- 重量: 145kg

### RB16B
シャシー
- 名称: RB16B
- 構造: カーボンコンポジット複合構造モノコック
- タイヤ: ピレリ P-ZERO
- 燃料: エッソ・シナジー

エンジン
- 名称: ホンダ RA621H
- 気筒数: V型6気筒
- 排気量: 1,600cc
- 最高回転数: 15,000rpm (レギュレーションで規定)
- バルブ数: 24（1気筒あたり4バルブ、吸気2、排気2、レギュレーションで規定)
- バンク角: 90度
- エンジンマネージメント: ホンダ、レギュレーションで定められたECU
- オイル: モービル1
- 重量: 150kg

## 記録

### RB16
（key）
| 年   | No. | ドライバー       | AUT | STY | HUN | GBR | 70A | ESP | BEL | ITA | TUS | RUS | EIF | POR | EMI | TUR | BHR | SKR | ABU | ポイント | ランキング |
| ---- | --- | ---------------- | --- | --- | --- | --- | --- | --- | --- | --- | --- | --- | --- | --- | --- | --- | --- | --- | --- | -------- | ---------- |
| 2020 | 33  | フェルスタッペン | Ret | 3   | 2   | 2   | 1   | 2   | 3   | Ret | Ret | 2   | 2   | 3   | Ret | 6   | 2   | Ret | 1   | 319      | 2位        |
| 2020 | 23  | アルボン         | 13† | 4   | 5   | 8   | 5   | 8   | 6   | 15  | 3   | 10  | Ret | 12  | 15  | 7   | 3   | 6   | 4   | 319      | 2位        |

### RB16B
| 年   | No. | ドライバー       | BHR | EMI | POR | ESP | MON | AZE | FRA | STY | AUT | GBR | HUN | BEL | NED | ITA | RUS | TUR | USA | MXC | SÃO | QAT | SAU | ABU | ポイント | ランキング |
| ---- | --- | ---------------- | --- | --- | --- | --- | --- | --- | --- | --- | --- | --- | --- | --- | --- | --- | --- | --- | --- | --- | --- | --- | --- | --- | -------- | ---------- |
| 2021 | 33  | フェルスタッペン | 2   | 1   | 2   | 2   | 1   | 18† | 1   | 1   | 1   | Ret | 9   | 1   | 1   | Ret | 2   | 2   | 1   | 1   | 2   | 2   | 2   | 1   | 585.5    | 2位        |
| 2021 | 11  | ペレス           | 5   | 11  | 4   | 5   | 4   | 1   | 3   | 4   | 6   | 16  | Ret | 20  | 8   | 5   | 9   | 3   | 3   | 3   | 4   | 4   | Ret | 16† | 585.5    | 2位        |

- 太字はポールポジション、斜字はファステストラップ
- † 印はリタイアだが、90%以上の距離を走行したため規定により完走扱い。